# Swiss Average Rate Overnight
Swiss Average Rate Overnight (Akronym: SARON) ist ein Referenzzinssatz für die Währung Schweizer Franken. Der SARON basiert auf den Transaktionen und verbindlichen Preisstellungen des Schweizer Repo-Marktes. SARON ist eine eingetragene Marke der SIX Swiss Exchange und dient als Ersatz des umstrittenen London Interbank Offered Rate LIBOR.

## Geschichte
Der SARON wurde am 25. August 2009 vorgestellt.
Im Oktober 2017 hat die «Nationale Arbeitsgruppe für Referenzzinssätze in Franken» (NAG) den SARON als Alternative für den Franken-LIBOR empfohlen.
Im Juli 2018 hat die britische Bankenaufsicht FCA angekündigt, dass der LIBOR nur noch bis Ende 2021 unterstützt wird und ersetzt werden muss.
Im Oktober 2018 hat die NAG den aufgezinsten SARON als alternativen Terminzinssatz empfohlen. Ein robuster Terminzinssatz auf Basis von Derivaten ist nicht darstellbar. Deswegen sollen die neuen Terminzinssätze aus einer Folge von eintägigen SARON-Zinssätzen ermittelt werden.
Am 13. Juni 2019 teilte die Nationalbank mit, dass sie ihr geldpolitisches Konzept anpasst. Bis anhin basierte dieses auf dem umstrittenen LIBOR. Neu basieren die geldpolitischen Entscheide der SNB auf der Festlegung der Höhe des «SNB-Leitzinses». Dieser basiert auf dem SARON. Der neue Zins wurde derzeit auch bei −0,75 % fixiert.

## Ermittlung

### SARON
Der SARON ist ein volumengewichteter Durchschnittssatz, der auf abgeschlossenen Handelstransaktionen basiert. Für die Ermittlung betrachtet man die Quotierungen aus dem Orderbuch der elektronischen Handelsplattform der SIX Repo AG. Die Quotierungen werden gefiltert, um Manipulationen zu vermeiden. Der SARON wird an Handelstagen ab 8.30 Uhr alle zehn Minuten veröffentlicht. Fixings werden dreimal täglich durchgeführt – um 12.00 Uhr, 16.00 Uhr und am Ende des Handelstages (frühestens 18.00 Uhr Schweizer Zeit).
Die Veröffentlichung erfolgt über die Internetseite von SIX sowie über Bloomberg (SSARON) und Reuters (SARON.S). Die ISIN ist CH0049613687. Die aktuellen Sätze sind lizenzpflichtig.

### Terminzinssätze
Aus den täglichen SARON-Zinssätzen können Terminzinssätze («compound rates») berechnet werden, die als Basis für Kredite und andere Finanzprodukte benötigt werden. Die endgültige Gestaltung ist noch in Abstimmung mit der NAG (Stand April 2019). Zur Veranschaulichung wurden schon Beispielrechnungen für mögliche Varianten veröffentlicht.

## Indexregulierung
Um die internationale Nutzung für Kunden und Finanzdienstleister sicherzustellen, werden bei SIX Swiss Exchange die Vorgaben der EU-Benchmark-Regulierung umgesetzt.